# Mike Bratz
Michael Louis Bratz, detto Mike (Lompoc, 17 ottobre 1955), è un ex cestista, allenatore di pallacanestro e dirigente sportivo statunitense, professionista nella NBA.

## Carriera
Venne selezionato dai Phoenix Suns al terzo giro del Draft NBA 1977 (66ª scelta assoluta).